# 中国共产党甘肃省顾问委员会
中共甘肃省顾问委员会，简称甘肃顾委，是1983年3月－1993年12月期间存在于中共甘肃省委的一个特殊机构。其产生的目的，是为了解决当时领导机构的新老交替，使年轻的干部上来，年纪大的老干部退下，最终实现废除干部领导职务终身制。

## 历年组成人员

### 1983年3月－12月
- 主任：冯纪新
- 副主任：王秉祥、陈煦、肖剑光
- 秘书长：葛维西

### 1983年12月中共甘肃省第六次代表大会
- 主任：黄罗斌
- 副主任：陈煦、肖剑光
- 常务委员：黄罗斌、陈煦、肖剑光、高锦纯、王治邦、李生华、李正廷、刘泽西、慕生忠、吴松
- 委员：卫屏藩、王国、王如东、王治邦、王德三、刘洚西、孙剑峰、苏星、李生华、李正廷、李育英、杨树锦、肖剑光、吴松、吴思宏、芦云亭、张可夫、张金翼、陈煦、武修亮、赵启明、赵崇德、郝龙、贺进民、侯亢、洛林、高锦纯、高鹤龄、黄罗斌、傅唯一、谢占儒、葛维西、窦述、慕生忠、薛程（共35名）
- 秘书长：葛维西

### 1984年12月
- 主任：黄罗斌
- 副主任：陈煦、肖剑光、葛士英、郭洪超
- 常务委员：黄罗斌、陈煦、肖剑光、高锦纯、王治邦、李生华、李正廷、刘泽西、慕生忠、吴松、葛士英、郭洪超
- 委员：卫屏藩、王国、王如东、王治邦、王德三、刘洚西、孙剑峰、苏星、李生华、李正廷、李育英、杨树锦、肖剑光、吴松、吴思宏、芦云亭、张可夫、张金翼、陈煦、武修亮、赵启明、赵崇德、郝龙、贺进民、侯亢、洛林、高锦纯、高鹤龄、黄罗斌、傅唯一、谢占儒、葛维西、窦述、慕生忠、薛程、葛士英、郭洪超
- 秘书长：葛维西

### 1986年2月省委六届五次全委会
- 主任：黄罗斌
- 副主任：陈煦、肖剑光、葛士英、郭洪超、吴坚
- 常务委员：黄罗斌、陈煦、肖剑光、葛士英、郭洪超、吴坚
- 委员：卫屏藩、王国、王如东、王德三、孙剑峰、苏星、李育英、杨树锦、肖剑光、吴思宏、芦云亭、张可夫、张金翼、陈煦、武修亮、赵启明、赵崇德、郝龙、贺进民、侯亢、洛林、高鹤龄、黄罗斌、傅唯一、谢占儒、葛维西、窦述、薛程、葛士英、郭洪超、[1]吴坚、马元智、王彪、王文海、单国栋、常耀华、裴江陵、燕斌、薛剑英
- 秘书长：王如东
- 副秘书长：张继成（1985年5月－1987年3月）
- 办公厅主任：张继成（兼，1985年5月－1987年3月）
- 办公厅副主任：王殿（1985年5月－1987年10月）、郭伟明（1985年5月－1987年10月）、郭荣华（1985年5月－1987年5月）

### 1988年11月中共甘肃省第七次代表大会
- 副主任：吴坚
- 委员：卫屏藩、马元智、王彪、王文海、王如东、芦云亭、苏星、吴坚、武修亮、单国栋、郝龙、赵启明、赵崇德、洛林、郭洪超、常耀华、葛维西、窦述、裴江陵、燕斌、薛剑英（共21名）
- 秘书长：王如东

### 1990年－1993年
- 主任：李子奇[2]
- 副主任：吴坚
- 委员：李子奇、芦云亭、苏星、吴坚、郝龙、常耀华、葛维西、燕斌
- 秘书长：李天昌
- 副秘书长：朱文兴

### 引用
1. ↑  中共甘肃省委组织部，中共甘肃省委党史资料征集研究委员会，甘肃省档案局编著. . 兰州：甘肃人民出版社. 1991.05: 412–413. ISBN 7-226-00809-2.
2. ↑  《冶金人物志·有色金属卷和黄金卷》编委会编著. . 北京：冶金工业出版社. 2008.01: 170. ISBN 7-5024-4444-0.